# Ilz (Autriche)
Pour les articles homonymes, voir Ilz (homonymie).
Ilz est une commune autrichienne du district de Hartberg-Fürstenfeld en Styrie.

## Histoire

### Personnalités liées à Ilz
- Hartmut Skerbisch (1945-2009), sculpteur